# Летње параолимпијске игре 2032.
Летње параолимпијске игре 2032 ., такође познате као 19. летње параолимпијске игре и означене као Бризбејн 2032 , су предстојећи међународни параспортски догађај за више спортова којим управља Међународни параолимпијски комитет, а који је планиран да се одржи у Бризбејну, Квинсленд, Аустралија од 24. августа до 5. септембра 2032, отприлике месец дана након Летњих олимпијских игара 2032 . 
То ће бити други пут да ће Аустралија бити домаћин Летњих параолимпијских игара, после Сиднеја 2000. и да ће добити параолимпијску заставу током церемоније затварања Летњих параолимпијских игара 2028. у Лос Анђелесу, Сједињене Америчке Државе.

## Избор домаћина
Према споразуму између Међународног олимпијског комитета и Међународног параолимпијског комитета из 2001. године, град који победи на конкурсу за домаћина Олимпијских игара такође ће одржати Параолимпијске игре.

## Припреме
Организациони комитет Бризбејна за Олимпијске и Параолимпијске игре 2032. године основала је Влада Квинсленда ради планирања, организације и одржавања Олимпијских и Параолимпијских игара у складу са уговором о домаћину.“ 

#### Транспорт
У новембру 2022., заговорници, укључујући параолимпијку Карни Лидел, изразили су забринутост због спремности Бризбејна да буде домаћин Параолимпијских игара 2032. године, наводећи многе случајеве у којима је недостајао одговарајући приступ особама са инвалидитетом широм града.  Лидел је замолила организаторе Игара да консултују сектор особа са инвалидитетом како би омогућили да град постане у потпуности доступан тим особама са инвалидитетом.  Менаџер Јангкар Конект Шејн Џејмисон такође је оптужио град да је "потпуно лоше припремљен" да буде домаћин Параолимпијских игара, наводећи да ће се будући развој пре 2032. године ослањати на консултације са особама са инвалидитетом.  Комесар за људска права у Квинсленду Скот Мекдугал рекао је да Квинсленд још увек заостаје у погледу потпуног приступа јавног превоза особама са инвалидитетом, при чему је 40 одсто железничких станица у југоисточном Квинсленду и даље доступно само степеницама. 

## Спортови
Међународна рагби лига је 2021. објавила намеру да води кампању за укључивање рагби лиге у Летње олимпијске и параолимпијске игре 2032., фокусирајући се на рагби лигу у инвалидским колицима за Параолимпијске игре и лигу деветке за Олимпијске игре. 